# Diecezja Tiruchirapalli
Diecezja Tiruchirapalli (Trichy) – diecezja rzymskokatolicka w Indiach. Została utworzona w 1606 jako misja sui iuris Madura. Zlikwidowana w 1773. Odrodziła się w 1836 jako prefektura apostolska Madura.  W 1846 przekształcona w wikariat apostolski w 1886- w diecezję. Od 1887 pod obecną nazwą.

## Ordynariusze
- Louis-Charles-Auguste Hébert † (1836–1836)
- Clément Bonnand MEP † (1836–1850)
- Alexis Canoz SJ † (1846–1888)
- Jean-Marie Barthe SJ † (1890–1913)
- Ange-Auguste Faisandier SJ † (1913–1934)
- John Peter Leonard SJ † (1936–1938)
- James Mendonça † (1938–1970)
- Thomas Fernando † (1970–1990)
- Gabriel Lawrence Sengol † (1990–1997)
- Antony Devotta (2001–2018)
- Savarimuthu Arokiaraj (od 2021)